# Francesco Pisano
Pour les articles homonymes, voir Pisano.
Francesco Pisano est un footballeur italien né le 29 avril 1986 à Cagliari en Italie. Il évolue au poste de défenseur au Olbia Calcio 1905.

## Biographie

### En club
Formé à Cagliari Calcio, Francesco Pisano débute le 26 septembre 2004 en Serie A face à l'US Lecce en entrant à la 36e minute à la place de Gianfranco Zola (défaite 3-1).
Le 19 avril 2009, lors de la rencontre face au SSC Naples, il porte le brassard de capitaine pour la première fois à 22 ans. Cagliari remporte cette rencontre par deux buts à rien.

### En sélection
Francesco Pisano participe à l'Euro espoirs 2009 avec la sélection espoirs italienne qui y atteint la demi-finale.

## Statistiques
| Saison                | Club                  | Championnat           | Championnat | Championnat | Coupe(s) nationale(s) | Coupe(s) nationale(s) | Total | Total |
| Saison                | Club                  | Division              | M.          | B.          | M.                    | B.                    | M.    | B.    |
| 2004 – 2005           | Cagliari Calcio       | Serie A               | 12          | 0           | 5                     | 0                     | 17    | 0     |
| 2005 – 2006           | Cagliari Calcio       | Serie A               | 22          | 0           | 3                     | 0                     | 25    | 0     |
| 2006 – 2007           | Cagliari Calcio       | Serie A               | 24          | 0           | 1                     | 0                     | 25    | 0     |
| 2007 – 2008           | Cagliari Calcio       | Serie A               | 17          | 0           | 1                     | 0                     | 18    | 0     |
| 2008 – 2009           | Cagliari Calcio       | Serie A               | 29          | 0           | 1                     | 0                     | 30    | 0     |
| 2009 – 2010           | Cagliari Calcio       | Serie A               | 9           | 0           | 0                     | 0                     | 9     | 0     |
| 2010 – 2011           | Cagliari Calcio       | Serie A               | 18          | 0           | 0                     | 0                     | 18    | 0     |
| 2011 – 2012           | Cagliari Calcio       | Serie A               | 34          | 0           | 1                     | 0                     | 35    | 0     |
| 2012 – 2013           | Cagliari Calcio       | Serie A               | 28          | 1           | 1                     | 0                     | 29    | 1     |
| 2013 – 2014           | Cagliari Calcio       | Serie A               | 13          | 0           | 0                     | 0                     | 13    | 0     |
| Total sur la carrière | Total sur la carrière | Total sur la carrière | 206         | 1           | 13                    | 0                     | 219   | 1     |